# Pływanie synchroniczne na Igrzyskach Panamerykańskich 1987
Zawody w pływaniu synchronicznym na Igrzyskach Panamerykańskich 1987 zostały rozegrane w dniach 12-16 sierpnia 1987 roku. Areną zmagań był Indiana University Natatorium.

## Medalistki
| Konkurencja | 1. miejsce | Wynik   | 2. miejsce | Wynik   | 3. miejsce | Wynik   |
| ----------- | --- | ------- | --- | ------- | --- | ------- |
| Solo        | Tracie Ruiz | 195,484 | Sylvie Fréchette | 188,184 | Teresa Pérez | 178,151 |
| Duety       | Stany Zjednoczone · Karen Josephson · Sarah Josephson                                                                                         | 192,117 | Kanada · Karen Sribney · Karen Fonteyne | 183,450 | Meksyk · Lourdes Candini · Susana Candini | 177,517 |
| Drużyny     | Stany Zjednoczone · Kristen Babb · Lori Hatch · Karen Josephson · Sarah Josephson · Tracy Long · Lisa Ridell · Tracie Ruiz · Michele Svitenko | 190,598 | Kanada · Lisa Alexander · Karen Fonteyne · Nathalie Guay · Colleen Harvey · Heather Johnston · Andrea Manning · Helene Normand · Karen Sribney | 183,777 | Meksyk · Lourdes Candini · Susana Candini · Sonia Cardenas · Katia Carrosilva · Lourdes Olivera · Rosario Petalta · Cynthia Tello · Liliana Torrijos | 174,858 |

## Klasyfikacja medalowa
Opracowano na podstawie materiału źródłowego.
| Miejsce | Państwo           | Złoto | Srebro | Brąz | Razem |
| ------- | ----------------- | ----- | ------ | ---- | ----- |
| 1.      | Stany Zjednoczone | 3     | 0      | 0    | 3     |
| 2.      | Kanada            | 0     | 3      | 0    | 3     |
| 3.      | Meksyk            | 0     | 0      | 2    | 2     |
| 4.      | Kuba              | 0     | 0      | 1    | 1     |
| Razem   | Razem             | 3     | 3      | 3    | 9     |